# 佐藤光彦
佐藤 光彦（さとう みつひこ、1962年（昭和37年）10月 - ）は、日本の建築家。佐藤光彦建築設計事務所主宰。日本大学教授。広島工業大学非常勤講師。吉岡賞、JIA新人賞など多数受賞。

## 概要
- 2008年、伊東豊雄が審査委員長のくまもとアートポリス熊本駅西口駅前広場設計競技で最優秀賞受賞により、頭角を現す。

## 略歴
神奈川県川崎市出身。
- 1981年　駒場東邦高等学校卒業
- 1986年　日本大学理工学部建築学科卒業（24歳）
- 1986～92年　伊東豊雄建築設計事務所勤務
- 1993年　佐藤光彦建築設計事務所設立（31歳）
- 1996～01年　湘北短期大学生活科学科非常勤講師
- 1998～03年　日本大学理工学部建築学科非常勤講師
- 2001～03年　東海大学工学部建築学科非常勤講師
- 2002年～　広島工業大学環境学部環境デザイン学科非常勤講師
- 2004～05年　日本大学大学院理工学研究科非常勤講師
- 2004～06年　名古屋市立大学大学院芸術工学研究科助教授
- 2006年　日本大学理工学部建築学科准教授（44歳）
- 2011年　日本大学理工学部建築学科教授（49歳）

## 受賞歴
- 1995年　SDレビュー入選（Mホテル計画）（33歳）
- 1996年　SDレビュー入選（Sビル計画）（34歳）
- 1996年　平田町タウンセンター公開設計競技　特別賞
- 1997年　平成8年度東京建築士会住宅建築賞（上馬の住宅）（35歳）
- 1999年　平成10年度東京建築士会住宅建築賞（梅ヶ丘の住宅）（37歳）
- 2000年　平成11年度東京建築士会住宅建築賞（仙川の住宅）（38歳）
- 2001年　第17回吉岡賞（仙川の住宅）（39歳）
- 2001年　松之山自然科学館公開設計競技　入選
- 2001年　新富弘美術館国際設計競技　佳作
- 2002年　JCD賞　優秀賞（+A VIA BUS）（40歳）
- 2002年　グッドデザイン賞（保土ヶ谷の住宅2）
- 2003年　日本建築家協会JIA新人賞（西所沢の住宅）（41歳）
- 2004年　武蔵境新公共施設設計プロポーザル　佳作（42歳）
- 2005年　JIA優秀建築選 2005（江東の住宅、門前仲町の住宅）（43歳）
- 2006年　大門中央通り地区市街地再開発ビル設計者選定競技　優秀賞（44歳）
- 2007年　JIA優秀建築選 2005（江東の住宅、門前仲町の住宅）（45歳）
- 2008年　くまもとアートポリス熊本駅西口駅前広場設計競技　最優秀賞（46歳）
- 2008年　澄心寺・庫裏デザインコンペティション 入選

## 主な作品
- 1997年　上馬の住宅(平成8年度東京建築士会住宅建築賞)（35歳）
- 1999年　梅ヶ丘の住宅(平成10年度東京建築士会住宅建築賞)（37歳）
- 1999年　仙川の住宅(平成11年度東京建築士会住宅建築賞 第17回新建築賞)
- 2002年　+A VIA BUS (JCD賞優秀賞)（40歳）
- 2002年　保土ヶ谷の住宅2 (グッドデザイン賞建築)
- 2003年　西所沢の住宅 (日本建築家協会新人賞)（41歳）
- 2005年　江東の住宅（JIA優秀建築選2005）
- 2005年　門前仲町の住宅（JIA優秀建築選2005）（43歳）